# Robertus saitoi
Robertus saitoi là một loài nhện trong họ Theridiidae.
Loài này thuộc chi Robertus. Robertus saitoi được Hajime Yoshida miêu tả năm 1995.